# Илимская (платформа)
Или́мская — проектируемый остановочный пункт Савёловского направления Московской железной дороги, станция линии МЦД-1 «Белорусско-Савёловский» Московских центральных диаметров, расположится на участке «Бескудниково — Лианозово».
По состоянию на август 2024 года строительство станции не началось, открытие станции планируется после 2025 года.